# Theodor Heuss

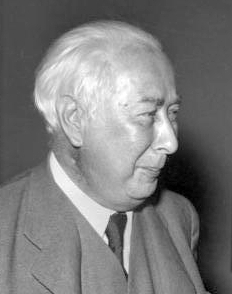
Theodor Heuss (1953)

Theodor Heuss (* 31. Januar 1884 in Brackenheim; † 12. Dezember 1963 in Stuttgart) war ein deutscher Journalist, Publizist, Politikwissenschaftler und, über einen Zeitraum von fast sechzig Jahren, liberaler Politiker (NSV, FVg, FVP, DDP, FDP/DVP). Nach Gründung der FDP 1948 war er bis zu seiner Wahl zum Bundespräsidenten für knapp ein Jahr deren Vorsitzender. Im Parlamentarischen Rat gestaltete er das Grundgesetz entscheidend mit. Von 1949 bis 1959 war Heuss erster Bundespräsident der Bundesrepublik Deutschland.

## Leben

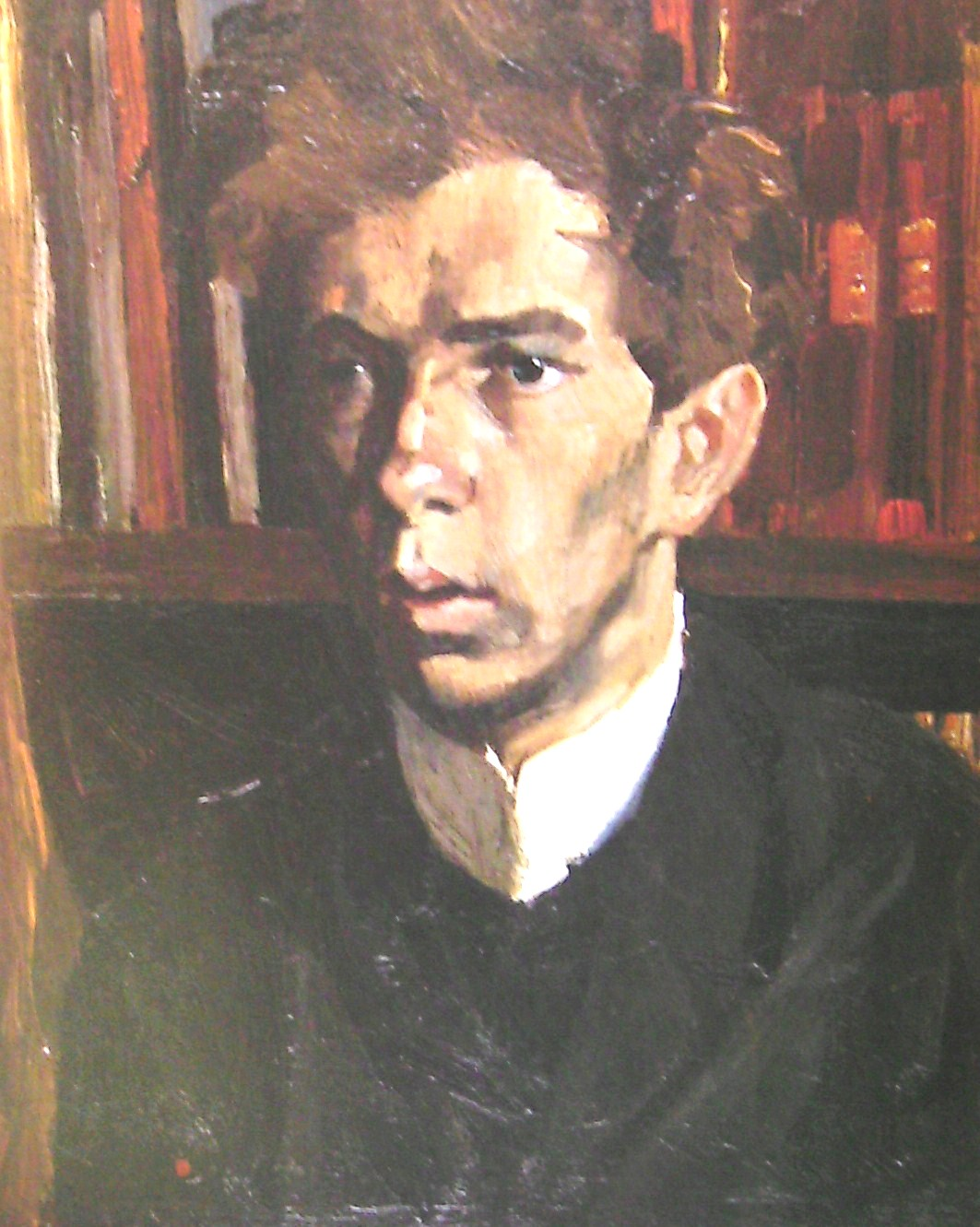
Theodor Heuss, Jugendbildnis in Öl von Albert Weisgerber (1905)

### Kaiserreich

#### Herkunft, Kindheit und Studium

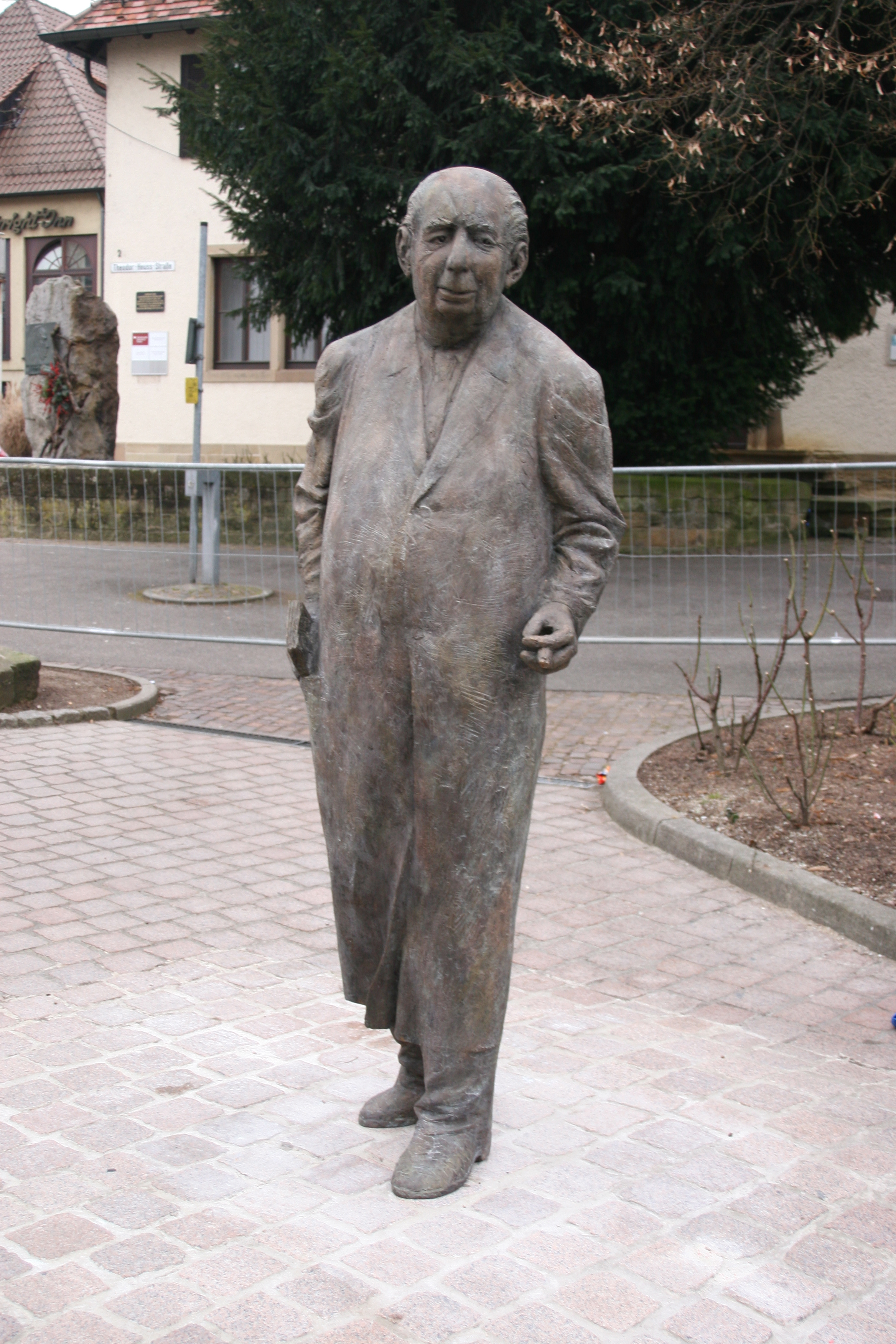
Heuss-Plastik aus Bronze vor dem Theodor-Heuss-Museum der Stadt Brackenheim

Theodor Heuss kam in der württembergischen Oberamtsstadt Brackenheim als Sohn des Regierungsbaumeisters Ludwig „Louis“ Heuss (1853–1903) und der Elisabeth Heuss, geb. Gümbel (1853–1927), zur Welt. Er hatte zwei ältere Brüder, Ludwig (1881–1932), später Heilbronner Stadtarzt, und Hermann (1882–1959), später Architekt und Professor für Bauwesen. Er war evangelisch und entstammte einer ursprünglich zu den alten Schiffergeschlechtern am Neckar zählenden Familie aus Haßmersheim. Sein Urgroßonkel Friedrich Heuß (1804–1870) war in Baden einer der Revolutionäre von 1848 und trug den Beinamen „Neckar-Napoleon“. Er gehörte außerdem der Verfassungsgebenden Versammlung des Großherzogtums Baden an.
Nach zehn Jahren als Oberamtsbaumeister in Brackenheim wurde Heuss’ Vater 1890 Leiter des Tiefbauamtes im größeren Heilbronn, was den Umzug der Familie dorthin nach sich zog. Theodor Heuss besuchte in Heilbronn die Volksschule und das humanistische Karlsgymnasium, dessen Nachfolger heute ihm zu Ehren Theodor-Heuss-Gymnasium heißt. 1902 machte er dort sein Abitur. Wegen einer zu dieser Zeit zugezogenen chronischen Schulterverletzung leistete Heuss keinen Militärdienst.
Heuss studierte Nationalökonomie, Literatur, Geschichte, Philosophie, Kunstgeschichte und Staatswissenschaften an der Münchner und an der Berliner Universität. Zunehmend konzentrierte er sein Studium auf die Nationalökonomie. Bereits nach dem zweiten Semester schlug er seinem Doktorvater, dem Münchener Nationalökonomen Lujo Brentano, ein Thema für die Dissertation vor. Nach dem Quellenstudium und nur drei Wochen Schreibarbeit schloss er diese Arbeit 1905 unter dem Titel Weinbau und Weingärtnerstand in Heilbronn am Neckar ab und wurde mit der Note cum laude promoviert.

#### Politische Prägung durch Friedrich Naumann
Bereits als Schüler hatte Heuss sich politisch an dem ehemaligen protestantischen Pfarrer Friedrich Naumann orientiert. Gleich nach dem Abitur besuchte er den Parteitag des Nationalsozialen Vereins, den Naumann 1896 gegründet hatte. Dort war er fasziniert von seinem Idol, wie er seinen Jugenderinnerungen anvertraute: „Es schien, daß Friedrich Naumann alle Fragen spürte, die ein junges Herz beunruhigten, und Antworten zur Verfügung hatte, nicht mit apodiktischer Selbstgewissheit, sondern im lauten, suchenden Mitdenken.“
Was Heuss an Naumanns Ideen so beeindruckte, war, dass er den klassischen Liberalismus erneuern wollte. In der modernen Industriegesellschaft sollte die Arbeiterschaft durch sozialpolitische Maßnahmen in die Lage versetzt werden, am steigenden Wohlstand teilzuhaben und politisch am Nationalstaat zu partizipieren. So befürworteten Naumann und auch Heuss Gewerkschaften und ein Bündnis mit reformorientierten Sozialdemokraten und verlangten demokratische Reformen zum Beispiel beim Wahlrecht. Nur so ließe sich das liberale Ideal einer selbstbestimmten Persönlichkeit auch in der industriellen Massengesellschaft verwirklichen. Die Monarchie wollten beide nicht abschaffen. Sie hielten Kaisertum und Demokratie für vereinbar, um die verschiedenen Interessen in einer symbolischen Staatsspitze zu integrieren. Naumann warb im Zeitalter des Imperialismus für einen starken nationalen Machtstaat und für eine expansive Kolonialpolitik. Diese Mischung aus sozialen und demokratischen, nationalen und imperialistischen Ideen wirkte auf Heuss sehr anziehend, da sie einen Ausweg aus der Krise des Liberalismus bot.

#### Ehe und Familie
Im Hause von Naumann lernte Heuss seine spätere Ehefrau kennen. Elly Knapp, Tochter des damals bekannten Straßburger Nationalökonomen Georg Friedrich Knapp, war von Naumann schon früh sozialpolitisch sensibilisiert worden, hatte als Lehrerin eine Fortbildungsschule für Mädchen gegründet und hielt sich im Winter 1905/06 in Berlin auf. Nach ihrer Rückkehr ins Elsass entspann sich ein liebevoller Briefwechsel mit dem drei Jahre jüngeren Heuss. Am 11. April 1908 heirateten sie in Straßburg. Die beiden wurden von Albert Schweitzer getraut, mit dem Elly Heuss-Knapp gut befreundet war. Das einzige Kind Ernst Ludwig wurde 1910 geboren. Beide führten eine partnerschaftliche Ehe auf Augenhöhe, in der sie sich beruflich große Freiräume zugestanden. Elly Heuss-Knapp lehrte an Fortbildungsschulen für Frauen, hielt Vorträge und verfasste ein Lehrbuch für Frauenschulen, so dass sie wirtschaftlich unabhängig von ihrem Mann blieb.

#### Journalist
Nach seinem Studium war Heuss politischer Redakteur. Von 1905 bis 1912 übernahm er auf Bitten von Naumann eine Redakteursstelle in der Zeitschrift Die Hilfe, dem wichtigsten Presseorgan des nationalsozialen Kreises. Dort war er zunächst für künstlerische und literarische, später auch für politische Themen zuständig. 1912 bot sich für Heuss ein Karrieresprung an, als er – wiederum auf Wunsch von Naumann – die Chefredaktion der Heilbronner Neckar-Zeitung übernahm, eines Blatts, das den Nationalsozialen nahestand und überregionale Bedeutung genoss. Neben dem höheren Gehalt und einem Mehr an Selbständigkeit reizte Heuss die Aussicht, sich in die praktische Politik vor Ort einzumischen und später vielleicht einmal ein Reichstagsmandat zu erringen. Kurz nach dem Umzug nach Heilbronn übernahm er 1913 zudem die Redaktion der politisch-literarischen Wochenzeitschrift März, die sich in der liberal-bürgerlichen Tradition der Revolution von 1848 verstand. Unter dem Mitherausgeber Conrad Haußmann verfolgte das Blatt einen kritischen Kurs gegenüber dem wilhelminischen Obrigkeitsstaat, hatte aber zu wenig Abonnenten und schrieb rote Zahlen. Heuss sollte das Überleben der Zeitschrift sichern, doch die finanzielle Situation blieb prekär und verschärfte sich unter den Bedingungen des Ersten Weltkrieges dermaßen, dass der März Ende 1917 sein Erscheinen einstellen musste. Außerdem publizierte Heuss in zahlreichen weiteren Blättern, so zum Beispiel Feuilletons für die in München erscheinende Zeitschrift Der Kunstwart und die Fachzeitschrift Die dekorative Kunst, wo er über Architektur und Design schrieb.

#### Parteipolitiker
1903 nahm Heuss als Delegierter am letzten Parteitag des Nationalsozialen Vereins teil. Nach der Auflösung des Vereins trat er zusammen mit der großen Mehrzahl der Nationalsozialen im Sommer 1903 der linksliberalen Freisinnigen Vereinigung bei, die sich mit anderen linksliberalen Parteien 1910 zur Fortschrittlichen Volkspartei zusammenschloss. 1906 unterstützte er einen Naumann nahestehenden Kandidaten im Wahlkreis Urach im Wahlkampf erfolgreich, so dass dieser in den württembergischen Landtag einzog. Ebenso gelang es ihm wenige Monate später im Reichstagswahlkampf den Heilbronner Wahlkreis für Naumann zu gewinnen. Seine eigenen Bemühungen, 1912 im württembergischen Landtagswahlkampf für den Oberamtsbezirk Backnang ein Mandat zu erringen, scheiterten hingegen im zweiten Wahlgang.

#### Im Ersten Weltkrieg
Wegen seiner Schulterverletzung musste Heuss am Ersten Weltkrieg nicht teilnehmen. Seine Haltung zum Krieg war zwiespältig. Auf der einen Seite war er fest davon überzeugt, dass sich Deutschland in einem gerechten Krieg gegen seine aggressiven Gegner verteidigen und seine europäische Machtstellung behaupten müsse. So schrieb er in der Zeitschrift März kurz nach Kriegsausbruch: „Der Ausgang des Krieges muss nicht nur die Überlegenheit unserer militärischen Technik, sondern auch die sittliche Kraft und das moralische Recht des Deutschtums im Herzen Europas erweisen.“ Auf der anderen Seite distanzierte sich Heuss gegenüber einem extremen rassistischen Nationalismus und grenzenlosen Annexionismus. So wandte er sich gegen die diskriminierende „Judenzählung“ durch das preußische Kriegsministerium und verteidigte seinen Freund Hermann Hesse, als dieser in der Presse als „vaterlandsloser Gesell“ beleidigt wurde.

#### Umzug nach Berlin
Anfang 1918 zog Heuss mit seiner Familie nach Berlin, um bis 1921 als hauptamtlicher Geschäftsführer, von 1924 bis 1933 als Vorstandsmitglied für den Deutschen Werkbund zu arbeiten. In dieser Funktion schrieb er 1918 die Einführung zur Dokumentation des Architektenwettbewerbs zum „Haus der deutsch-türkischen Freundschaft“ in Konstantinopel (1. Preis: German Bestelmeyer), das nach der Niederlage im Ersten Weltkrieg und dem Zusammenbruch des Deutschen wie des Osmanischen Reiches nicht gebaut wurde. Außerdem war Heuss seit seinem Umzug bis 1922 Redaktionsleiter der Zeitschrift Deutsche Politik. Wochenschrift für Welt- und Kultur-Politik. Eine Gedenktafel über dem Eingang des Hauses Fregestraße 80 in Berlin-Schöneberg erinnert daran, dass er dort von 1918 bis 1930 wohnte.

### Weimarer Republik

#### Haltung zur Revolution und zur Demokratie
Der Novemberrevolution stand Heuss skeptisch gegenüber. Bis dahin hatte er demokratische Reformen innerhalb der Monarchie gefordert. Mit der unerwarteten Abdankung des Kaisers und der revolutionären Ausrufung der Republik sah er nun die bürgerliche Ordnung gefährdet. Doch eine Rückkehr zur alten Ordnung wollte Heuss nicht, weil er deutlich die Verantwortung der alten Eliten und des Kaisers für die militärische Niederlage und den Umsturz erkannte. Weil das alte System versagt und keinen Rückhalt mehr in der Bevölkerung hatte, bekannte er sich noch Ende 1918 zur demokratischen Republik und unterstützte den Rat der Volksbeauftragten als Stabilitätsanker in den revolutionären Wirren. Aus diesem Grund bekämpfte er auch die „Dolchstoßlegende“ der Republikgegner.
Ausgangspunkt seines politischen Denkens war für Heuss die Nation, die er durch den Versailler Friedensvertrag in ihrem Bestand gefährdet ansah. Doch anders als auf der extremen Rechten bedingten sich bei Heuss Nation und Demokratie. Mit diesem „demokratischen Nationalismus“ ging eine Bejahung der Weimarer Verfassungsordnung einher. Heuss befürwortete eine parlamentarische, auf dem Wettstreit der Parteien beruhende Demokratie, die sich eine gewählte Regierung mit umfangreichen Machtbefugnissen gibt. Eine starke Exekutive sollte den Staat handlungsfähig machen, vor allem in Krisenzeiten, die über viele Jahre in der Weimarer Republik herrschten. Einen allmächtigen Staat wollte Heuss aber nicht, sondern die Bindung an eine liberale Freiheits- und Rechtsordnung, an frei gewählte Parlamente und unabhängige Gerichte. Und schließlich erschöpfte sich für Heuss Demokratie nicht in Institutionen, sondern bedurfte auch einer individuellen Seite. Diese Demokratie als Lebensform beruhte auf einer Kultur der Fairness und Toleranz im politischen Miteinander. An solchen Haltungen ihrer Bürger sollte es der Weimarer Republik am Ende mangeln.

#### Tätigkeiten in der Weimarer Republik
Der Einzug in die Weimarer Nationalversammlung und dann 1920 in den Reichstag gelang dem Nachwuchspolitiker Heuss zunächst nicht. Gleichwohl übte er gewissermaßen vier Berufe in dieser Zeit aus.
Erstens war er journalistisch tätig. Nachdem die Deutsche Politik 1922 ihr Erscheinen hatte einstellen müssen, leitete er bis 1925 die Zeitschrift Deutsche Nation. Außerdem veröffentlichte er in dieser Zeit rund 900 Artikel in zahlreichen, teils renommierten Blättern wie der Frankfurter Zeitung und bestritt damit einen Teil seines Lebensunterhalts.
Zweitens war Heuss Verbandsfunktionär. Neben seiner Tätigkeit für den Deutschen Werkbund war er seit 1920 stellvertretender, seit 1925 Vorsitzender des Schutzverbandes deutscher Schriftsteller, den er 1909 mitgegründet hatte. Nachdem er im Reichstag im November 1926 aus Jugendschutzgründen für das sogenannte „Schmutz- und Schundgesetz“ eingetreten war, trat er auf Druck zahlreicher Schriftsteller von diesem Posten zurück. Außerdem gehörte er einer Republikschutzorganisation, dem Wehrverband Reichsbanner Schwarz-Rot-Gold, an und war seit 1926 stellvertretender Vorsitzender des Bundes der Auslandsdeutschen.
Drittens war Heuss in der politischen Bildung aktiv. So arbeitete er 1920–1925 als Studienleiter und anschließend bis 1933 im Vorstand der Deutschen Hochschule für Politik und hielt dort als Dozent regelmäßig Vorlesungen und Seminare über deutsche Verfassungs- und Parteiengeschichte sowie über politische Gegenwartsfragen ab.
Viertens trat Heuss als demokratischer Politiker für die Republik ein. Ende 1918 war er Gründungsmitglied der Deutschen Demokratischen Partei (DDP), deren Gründungsaufruf von Theodor Wolff stammte. 1919 wurde Heuss Stadtverordneter (seit 1920 Bezirksverordneter) in Berlin-Schöneberg. Von 1924 bis 1928 und von 1930 bis 1933 gehörte Heuss dem Deutschen Reichstag an. Dort saß er in bis zu sieben Ausschüssen und sprach zu zahlreichen Themen. Außerdem hielt er als Politiker bis 1933 annähernd 1000 Vorträge im ganzen Land. 1930 fusionierte die DDP mit dem politischen Arm des antisemitischen und autoritären Jungdeutschen Ordens, der Volksnationalen Reichsvereinigung, zur Deutschen Staatspartei (DStP). Dennoch erhielt die DStP in den Septemberwahlen 1930 nur 3,7 Prozent und verlor bis 1933 fast ihre gesamte Anhängerschaft. Heuss wurde als Reichstagsabgeordneter zum Geschäftsführer der DStP-Fraktion sowie in den Geschäftsführenden Vorstand der Staatspartei gewählt. Er konnte den Niedergang seiner Partei in der Endkrise der Weimarer Republik aber nicht aufhalten.
1931 reiste Heuss zu einer Konferenz liberaler Parteien, die in Athen stattfand. Im Anschluss machte er eine Rundreise durch Griechenland, über die er eine Reihe von Artikeln veröffentlichte, u. a. über die Landschaft, die Situation von griechischen Flüchtlingen aus der Türkei sowie über die Modernisierung und Industrialisierung des Landes. Diese Reise sollte später eine Rolle spielen, als Bundespräsident Heuss 1956 mit seinem ersten Staatsbesuch, der ihn nach Griechenland führte, die diplomatische Isolation der Bundesrepublik brechen konnte.

#### Auseinandersetzung mit dem Nationalsozialismus
Angesichts der Bedrohung der Weimarer Republik durch den Nationalsozialismus setzte sich Heuss seit Anfang der 1930er Jahre intensiv mit dieser Bewegung und Ideologie auseinander. So veröffentlichte er Anfang 1932 eine historisch-politische Studie Hitlers Weg, die acht Auflagen erlebte und in drei europäische Sprachen übersetzt wurde. Außerdem bekämpfte er in zahlreichen Reden und Wahlkampfauftritten Adolf Hitler und die NSDAP. Am 11. Mai 1932 unterzog er im vollbesetzten Reichstag das nationalsozialistische Programm einer Fundamentalkritik, die mit den Worten endete: „Die Ausstattung des Dritten Reiches wird aus einem Großausverkauf von neulackierten und aufgeputzten Ladenhütern der wilhelminischen Epoche bezogen sein, und davon, meine Herren, haben wir, denke ich, genug gehabt.“

### Nationalsozialismus

#### Zustimmung zum Ermächtigungsgesetz
Am 23. März 1933 stimmte Heuss zusammen mit den vier anderen Abgeordneten der Deutschen Staatspartei – Hermann Dietrich, Heinrich Landahl, Ernst Lemmer und Reinhold Maier – im Reichstag, welcher zu diesem Zeitpunkt in der Berliner Krolloper tagte, dem Ermächtigungsgesetz zu. Die Abgeordneten standen unter massivem Druck und konkreter Gewaltandrohung durch anwesende SS-Männer und das Wissen um die Verhaftung und Folterung vieler Parlamentarier. Dieses „Gesetz zur Behebung der Not von Volk und Reich“ sah vor, der Exekutive für einen Zeitraum von vier Jahren das Gesetzgebungsrecht ohne Mitwirkung von Reichstag und Reichsrat einzuräumen; außerdem durften auch Gesetze verabschiedet werden, die von der Verfassung abwichen. Mit Ausnahme der SPD nahmen alle Parteien im Reichstag das Gesetz an. Heuss hatte sich in seiner Fraktion zunächst für eine Ablehnung oder zumindest Enthaltung ausgesprochen, konnte sich aber nicht durchsetzen und schloss sich der Mehrheitsmeinung an. Die historische Forschung hat mehrere Motive für das Handeln der Partei ausgemacht. Erstens standen die Abgeordneten unter dem Druck der SA auf der Straße sowie im Reichstag, so dass sie bei einer Ablehnung um ihr Leben oder das ihrer Anhänger fürchten mussten. Zweitens hofften sie, durch das Ermächtigungsgesetz die revolutionäre NS-Herrschaft in legale Bahnen lenken zu können. So sollten wenigstens Reste der Weimarer Verfassung gerettet werden, um nach einem Scheitern der Regierung Hitler wieder politische Verantwortung übernehmen zu können. Drittens war es das damalige liberale Demokratieverständnis, das eine Zustimmung zum Ermächtigungsgesetz nahelegte. Die Betonung einer starken Exekutive, von Staatsautorität, Führertum, Volksgemeinschaft und Nation hatte bereits Anfang der 1920er Jahre während existenzieller Krisen der Weimarer Republik dazu geführt, mehreren Ermächtigungsgesetzen zuzustimmen, mit denen das Parlament in seinen legislativen Rechten beschränkt wurde. 1933 hofften die Liberalen nun ebenfalls, mit einem weiteren Ermächtigungsgesetz die Handlungsfähigkeit des Staates sicherzustellen und die Krise einzudämmen. Dass sich der Nationalsozialismus an keine demokratischen und rechtsstaatlichen Spielregeln halten und den Weg zu Terror, Krieg und Völkermord beschreiten würde, war Heuss und vielen seiner Zeitgenossen nicht klar.
Nach 1945 wurde Heuss immer wieder an sein Abstimmungsverhalten erinnert und empfand es zunehmend als Belastung seiner Biographie. So musste er sich 1947 vor einem Untersuchungsausschuss des württemberg-badischen Landtags rechtfertigen, vor dem Landtagsabgeordnete aussagten, die dem Ermächtigungsgesetz zugestimmt oder es abgelehnt hatten. Heuss betonte in seiner Aussage, dass das Gesetz später keinen mehr interessiert habe und für die NS-Gewaltherrschaft letztlich unerheblich gewesen sei.

#### Reaktionen auf die nationalsozialistische Machtübernahme
Die Reaktionen von Heuss auf die ersten Maßnahmen der NS-Regierung waren ambivalent und zeigen auch eine Unterschätzung des totalitären Charakters des Regimes. Er kritisierte bestimmte Erscheinungsformen der nationalsozialistischen Herrschaft, nahm andere aber in Kauf oder befürwortete sie gar. So begrüßte er die Gleichschaltung der Länder als Schritt zu einem zentralen Einheitsstaat. Er gestand der Staatsführung gewisse Eingriffe in die Pressefreiheit zu, sah aber auch Grenzen im Bereich der Kultur und Wissenschaft, denen er ein Eigenleben weiterhin zugestand: „Uns freilich will scheinen, daß die staatliche ‚Totalität‘ […] um den Menschen und um des Volkstums willen ihre Grenze finden muß im Religiösen, im Schöpferischen der Künste und der Wissenschaften, in der sittlichen Autonomie der in sich selber gegründeten Persönlichkeit.“
In Briefen äußerte sich Heuss empört über den organisierten Boykott jüdischer Geschäfte Anfang April 1933. Auf der anderen Seite fiel er aber auch auf die nationalsozialistische Propagandalüge von „Greuelmeldungen“ des „jüdischen Auslandes“, vor allem aus dem „ostjüdisch-kommunistischen Ghetto von New York und London“, über den Antisemitismus im Reich herein, die den Boykott erst ausgelöst hätten. Als Buchautor war er von der Bücherverbrennung 1933 in Deutschland selbst betroffen, da auch drei Werke von ihm indiziert und verbrannt wurden, darunter Hitlers Weg (1932). Doch er relativierte dieses Ereignis als eine „läppische Kopie“ der Bücherverbrennung auf dem Wartburgfest der Burschenschaften 1817, das man nicht „zu tragisch nehmen darf“. Weil Heuss einige der Autoren, deren Bücher mit den seinen verbrannt wurden, die politisch vor allem links standen und vor 1933 die Weimarer Republik scharf kritisiert hatten, deutlich ablehnte, ließ er sich zu antisemitischen Äußerungen hinreißen. Am 7. Mai 1933 kommentierte er in einem privaten Brief das Geschehen: „Einige der Leute, die auf der Liste stehen, sind ja menschlich keine schlechte Nachbarschaft, aber daneben findet sich auch das entwurzelte jüdische Literatentum, gegen das ich durch all die Jahre gekämpft habe, und das ist weniger schön, mit diesen in die Geschichte einzugehen“. Auch wenn Theodor Heuss keinen rassischen Antisemitismus vertrat, bediente er sich hier antisemitischer Stereotype, um sich von den linken Verächtern der Weimarer Republik abzusetzen. Wie nahe er letztlich dem Judentum auch während des Dritten Reiches stand, zeigen seine engen Kontakte zu gefährdeten jüdischen Freunden und Bekannten in dieser Zeit.

#### Verlust der Ämter
Im Laufe des Jahres 1933 verlor Theodor Heuss einen Großteil seiner öffentlichen Ämter und Funktionen. Im Mai wurde er aus der mittlerweile verstaatlichten Hochschule für Politik entlassen. Nachdem sich seine Partei, die Deutsche Staatspartei, bereits Ende Juni 1933 selbst aufgelöst hatte, wurde ihm – wie auch den anderen Reichstagsabgeordneten der Partei – sein Abgeordnetenmandat aberkannt, weil er es aufgrund einer Listenverbindung mit der verbotenen SPD errungen hatte. Und im September trat er mit seinen Vorstandskollegen vom gleichgeschalteten Deutschen Werkbund zurück. Ohne regelmäßige Einkommensquellen war es nun Elly Heuss-Knapp, die mit ihrer innovativen Rundfunkwerbung und ab 1936 mit ihrer Kinowerbung die finanziellen Grundlagen der Familie absicherte. Sie gilt als Erfinderin des Jingle und produzierte auch Radiowerbung für Nivea, Erdal und Kaffee Hag. Heuss unterstützte dabei seine Frau, indem er Werbeverse entwarf. In einem Spot für Nivea stellte er sogar seine sonore Stimme zur Verfügung.

#### Tätigkeiten als Journalist und Biograph
Zu Beginn des Jahres 1933 trat Theodor Heuss in den Herausgeberkreis der Zeitschrift Die Hilfe ein. Er steuerte das Blatt auf einem Kurs zwischen Kritik und Anpassung. Er distanzierte sich mit seinen Artikeln vom brutalen und zynischen Charakter des Regimes und prangerte zwischen den Zeilen Missstände an. Nach 1934 beschäftigte er sich vor allem mit außenpolitischen Themen. Hier waren weniger Reibungspunkte mit der NS-Außenpolitik zu erwarten. So begrüßte er den Austritt Deutschlands aus dem Völkerbund oder den „Anschluss Österreichs“ an das Deutsche Reich. In seinen Feuilleton-Artikeln würdigte er auch verfemte Künstler wie Max Liebermann, Ernst Barlach oder den emigrierten Thomas Mann. Nach mehreren Verwarnungen durch das Reichspropagandaministerium trat Heuss im Herbst 1936 als Herausgeber zurück, um das Blatt vor dem drohenden Verbot zu schützen.
Heuss schrieb ab 1933 regelmäßig Artikel für die Wochenzeitschrift Deutsche Zukunft, in denen er zwar grundsätzlich keine Stellung zu politischen Fragen bezog, jedoch mit der nationalen, die Stellung des starken Staates betonenden Richtung der Zeitschrift konform ging. Zudem publizierte er nun auch verstärkt in anderen Presseorganen wie dem Berliner Tageblatt, der Potsdamer Tageszeitung oder dem Stuttgarter Neuen Tagblatt. 1941 schloss er einen Vertrag mit der Frankfurter Zeitung ab. Für ein Pauschalhonorar von monatlich 500 Reichsmark schrieb er jährlich fünfzig Artikel für dieses Blatt. Ende August 1943 musste die Frankfurter Zeitung ihr Erscheinen einstellen.
1940/1941 veröffentlichte Heuss auch acht unpolitische Artikel in der NS-Wochenzeitung Das Reich, „weil dieses Blatt geradezu vorweltkriegsmäßig opulent bezahlt und die Aufsätze eine erstaunlich große Publizität erhalten.“ In dieser Zeit schlug auch die Stunde des Biographen Theodor Heuss. Innerhalb weniger Jahre verfasste er fünf Lebensbeschreibungen, die bis auf eine alle während des Dritten Reiches erscheinen konnten: 1937 über den Politiker und Weggefährten Friedrich Naumann, 1939 über den Architekten Hans Poelzig (1869–1936), deren weitere Verbreitung auf Veranlassung Hitlers eingestellt werden musste, 1940 über den Meeresbiologen Anton Dohrn (1840–1909) und 1942 über den Chemiker Justus von Liebig (1803–1873), den Großonkel seiner Ehefrau Elly. Eine Biographie über den schwäbischen Unternehmer Robert Bosch (1861–1942), um die Bosch ihn noch kurz vor seinem Tod gebeten hatte, konnte erst 1946 erscheinen.

#### Gefährdungen und Nähe zum Widerstand
Heuss war unter der NS-Diktatur gefährdet. Schon im Juni 1933 wurde er im Deutschen Steckbriefregister zur Fahndung ausgeschrieben und Schutzhaft angefordert. Es war dem mit Heuss bekannten Berliner SA-Führer Karl Ernst zu verdanken, dass diese Anordnung nicht vollzogen wurde. Seine Post wurde vor der Zustellung kontrolliert und seine Artikel und Bücher erregten immer wieder Anstoß bei den entsprechenden NS-Stellen.
Heuss hielt Kontakte zu Verfolgten und Regimegegnern aufrecht und nahm an mehreren oppositionellen Gesprächskreisen teil, in denen offen über die Zukunft Deutschlands nach dem Nationalsozialismus debattiert wurde. In die Nähe des aktiven Widerstands rückte er durch seine Beziehungen zum Sozialdemokraten Julius Leber und seinem engen Parteifreund und Berliner Nachbarn Fritz Elsas. Zudem war seine Ehefrau mit den Familien Delbrück, von Harnack und Bonhoeffer verschwägert. Im Zusammenhang mit seinen Arbeiten an der Bosch-Biographie traf er im Dezember 1943 mit Carl Friedrich Goerdeler in Stuttgart zusammen und sagte ihm zu, im Falle eines Umsturzes sich der neuen Regierung als Pressechef zur Verfügung zu stellen. Doch zu den zentralen Akteuren des Widerstands gehörte er nicht, und er war auch nicht an den konkreten Umsturzplänen beteiligt. Nach dem gescheiterten Attentat auf Hitler vom 20. Juli 1944 wurde er nicht verfolgt. Im Herbst 1943 hatte er bereits Berlin mit seiner Ehefrau verlassen, weil die Bombenangriffe immer belastender wurden und sich der Gesundheitszustand von Elly Heuss-Knapp verschlechterte. Außerdem hatte ihn sein Sohn davor gewarnt, dass er ins Visier der Gestapo gerückt sei. So erlebte das Ehepaar Heuss die letzten eineinhalb Kriegsjahre in einer kleinen Dachgeschosswohnung bei einer Schwägerin in Heidelberg-Handschuhsheim.

### Erste Nachkriegsjahre

#### Beurteilung des Kriegsendes und des Nationalsozialismus
Theodor Heuss empfand die totale deutsche Kriegsniederlage im Mai 1945 als Befreiung vom nationalsozialistischen Joch. Auf einer amerikanischen „Weißen Liste“ wurde er als „uncompromising democrat“ geführt, der den demokratischen Wiederaufbau Deutschlands unterstützen könne. Heuss verstand sich als Erzieher der Deutschen zur Demokratie. Als unverzichtbare Voraussetzung für den demokratischen Einstellungswandel sah er die offene und schonungslose Auseinandersetzung mit der nationalsozialistischen Vergangenheit. So hielt er dem deutschen Volk in einer Rede Ende November 1945 vor, sich zu leicht „in die Fesseln des Nationalsozialismus“ begeben zu haben. Es dürfe es sich nicht zu einfach machen, „die bösen Dinge wie einen wüsten Traum hinter sich zu werfen.“ Die Entnazifizierung durch die Militärregierungen lehnte er aber ebenso ab wie die Nürnberger Prozesse der Alliierten gegen die Hauptkriegsverbrecher, weil er die Deutschen als die eigentlichen Opfer Hitlers betrachtete und sie deshalb Ankläger und Richter sein sollten.

#### Publizist und „Kultminister“
Heuss wurde im Sommer 1945 von der US-Militärregierung in Württemberg-Baden die Lizenz für eine der ersten Nachkriegszeitungen, der Rhein-Neckar-Zeitung (RNZ) in Heidelberg, übergeben. Neben dem Kommunisten Rudolf Agricola und dem Sozialdemokraten Hermann Knorr vertrat er im Herausgebergremium die liberale Tradition. Heuss publizierte über 80 Leitartikel in dem Blatt, aber Einfluss auf das Tagesgeschäft konnte er nur wenig ausüben. Denn die amerikanische Militärregierung ernannte ihn am 24. September 1945 zum ersten Kultusminister Württemberg-Badens, wo man die Amtsbezeichnung „Kultminister“ verwendete. Er trat in das Kabinett Maier I der Allparteienregierung (DVP, CDU, SPD, KPD) seines Parteifreundes Reinhold Maier ein, konnte nun Einfluss auf die Bildungs- und Kulturpolitik seines Landes nehmen und den demokratischen Reeducation-Prozess vorantreiben. In den ersten Landtagswahlen im Spätherbst 1946 errangen die Liberalen nur 19 Prozent der Stimmen und konnten somit nur ein Regierungsmitglied stellen. Heuss verzichtete deshalb im Dezember zugunsten von Reinhold Maier auf das Amt des Kultministers.

#### Liberaler Parteipolitiker
Zunächst hatte Heuss 1945 für die Gründung einer überkonfessionellen bürgerlichen Sammlungspartei plädiert und zeigte sich offen gegenüber der CDU. Doch in Stuttgart, wo er seit Spätsommer 1945 wohnte, hatte sich bereits eine eigenständige liberale Partei gebildet, die Demokratische Volkspartei (DVP). Dieser trat er bei und ließ sich im Januar 1946 in den Vorstand wählen. Für die DVP saß er in der Verfassunggebenden Landesversammlung und wurde in den württemberg-badischen Landtag gewählt, dem er gemeinsam mit seiner Frau Elly Heuss-Knapp bis zu seiner Wahl zum Bundespräsidenten im September 1949 angehörte. Im September 1946 übernahm er den Vorsitz der liberalen Landesparteien in der US-Zone. Nationale Bedeutung gewann Heuss, als er im März 1947 gemeinsam mit Wilhelm Külz, dem Vorsitzenden der ostzonalen Liberal-Demokratischen Partei (LDP), den Vorsitz der Demokratischen Partei Deutschlands (DPD) übernahm, die sich aus den liberalen Parteien der amerikanischen, britischen und sowjetischen Zone zusammensetzte. Doch vor dem Hintergrund des sich ankündigenden Kalten Krieges waren die Abweichungen bei den deutschlandpolitischen Vorstellungen zwischen der LDP und den westlichen Landesverbänden so groß, dass Heuss die Zusammenarbeit mit Külz aufkündigte und die DPD sich Anfang 1948 auflöste. Stattdessen gründeten die liberalen Landesverbände der Westzonen am 12. Dezember 1948 in Heppenheim die Freie Demokratische Partei (FDP) und wählten Heuss zum Vorsitzenden. Bis zur Wahl zum Bundespräsidenten im September 1949, als Heuss den Parteivorsitz niederlegte, vermochte er es nicht, die zerstrittenen Flügel der Partei zu einen.

#### „Verfassungsvater“: Arbeit am Grundgesetz
Anfang 1948 wurde Theodor Heuss zum Honorarprofessor für Politische Wissenschaften an der Technischen Hochschule Stuttgart ernannt und hielt im Sommersemester zwei Vorlesungen über deutsche Geschichte 1890–1918 und über politische Grundbegriffe. Doch weil ihn die Beratungen im Parlamentarischen Rat dermaßen in Anspruch nahmen, musste er weitere Vorlesungsverpflichtungen absagen. Seit dem 1. September 1948 hatten die 65 von den Landtagen gewählten ordentlichen Abgeordneten in Bonn über eine neue deutsche Verfassung verhandelt. Heuss als Fraktionsführer der FDP wollte das künftige Grundgesetz auf eine breite überparteiliche Basis stellen, um ihm damit Akzeptanz bei der Bevölkerung zu verschaffen. Die Aufgabe seiner Partei sah er darin, starre Gegensätze zwischen den großen Lagern um CDU/CSU und SPD aufzubrechen und als Vermittler zu fungieren. Einem Freund gegenüber formulierte er Anfang 1949 seine Rolle etwas derber: „Die Position meiner FDP-Fraktion in Bonn ist nicht schlecht, da wir zwischen CDU und SPD, die gleichstark sind, als Waagscheißer fungieren.“ Doch konturlos trat Heuss im Parlamentarischen Rat keineswegs auf, sondern folgte vielmehr mit Nachdruck auch gegen Widerstände seinen Überzeugungen.
Seinem Einfluss ist es zu verdanken, dass es die Präambel vermied, den provisorischen Charakter des Grundgesetzes und die alliierte Fremdherrschaft allzu deutlich zu betonen. Heuss wollte eine vollgültige und dauerhafte Verfassung schaffen, von der auch eine Signalwirkung für die Bürger der Sowjetischen Besatzungszone ausgehen könne. Beim fundamental wichtigen Artikel 1 des Grundgesetzes vermochte er es gegen breiten Widerstand, die Schutzfunktion des Staates herauszustellen und eine explizite Berufung auf eine naturrechtliche Begründung der Grundrechte zu vermeiden. Beim Umfang der Grundrechte plädierte er für eine Beschränkung auf die klassischen individuellen Freiheitsrechte, weil nur diese – anders als soziale und wirtschaftliche Grundrechte – durchsetzbar und einklagbar seien. Gegen heftige Proteste der Kirchen und der CDU/CSU konnte er es verhindern, dass das sogenannte „Elternrecht“ in das Grundgesetz aufgenommen wurde. Dieses Recht sah vor, konfessionsgebundene Bekenntnisschulen in kirchlicher Trägerschaft auf Antrag der Eltern einzurichten. Heuss hingegen als Anhänger der christlichen Gemeinschaftsschulen sah darin die staatliche Kulturhoheit gefährdet.
Darüber hinaus geht die Staatsbezeichnung „Bundesrepublik Deutschland“ auf eine Anregung von Heuss zurück. Ebenso unterstützte er die Nationalfarben Schwarz-Rot-Gold. Als Anhänger eines parlamentarischen Regierungssystems sprach er sich gegen ein Präsidialsystem aus. Volksbegehren und Volksentscheide auf Bundesebene lehnte er ab, weil er sie als „Prämie für jeden Demagogen“ betrachtete. Die Zusammensetzung der Bundesversammlung zur Wahl des Bundespräsidenten ist seiner Idee geschuldet.
Nicht alle seine Vorstellungen konnte Heuss durchsetzen. So sah er in der Konstruktion der Länderkammer als Bundesrat eine Fehlentwicklung und bevorzugte die Einrichtung eines von den Landtagen gewählten Senats. Das Recht auf Kriegsdienstverweigerung wollte er nicht im Grundgesetz verankern, weil er die Wehrpflicht als „legitimes Kind der Demokratie“ betrachtete. Doch mit dieser Auffassung blieb er klar in der Minderheit.
Am 23. Mai 1949 wurde das Grundgesetz schließlich mit großer Mehrheit vom Parlamentarischen Rat verabschiedet. Heuss hatte durch seine intellektuellen Fähigkeiten, seine rhetorische Begabung sowie durch seine inhaltliche und stilistische Mitgestaltung wesentliche Elemente der Verfassung geprägt. Verhärtete Gegensätze wusste er aufzulockern, ohne dabei an eigenem Profil zu verlieren.

#### Wahl zum Bundespräsidenten
Schon während der Grundgesetzberatungen war Theodor Heuss mehrfach für das Amt des künftigen Staatsoberhauptes ins Spiel gebracht worden. Nach der Bundestagswahl vom 14. August 1949, bei der Heuss ein Mandat errang und FDP-Fraktionsvorsitzender im Bundestag wurde, einigten sich CDU und FDP aus koalitionstaktischen Gründen auf eine Kandidatur von Heuss. Am 12. September 1949 wurde er im zweiten Wahlgang mit absoluter Mehrheit u. a. gegen den SPD-Kandidaten Kurt Schumacher zum ersten Bundespräsidenten der Bundesrepublik Deutschland gewählt (siehe Wahl des deutschen Bundespräsidenten 1949).

## Bundespräsident

### Amtsverständnis
Das Grundgesetz gibt dem Bundespräsidenten bei weitem nicht die Kompetenzfülle wie dem Reichspräsidenten der Weimarer Republik. Das eigentliche Machtzentrum ist der Bundeskanzler. Der Weg in die „Kanzlerdemokratie“ lag aber nicht nur an den Verfassungsbestimmungen oder dem durchsetzungsstarken ersten Kanzler Konrad Adenauer, sondern auch an dem Amtsverständnis des Bundespräsidenten Theodor Heuss. Weil die Weimarer Republik auch an der mangelnden Zustimmung großer Teile der Bevölkerung zum demokratischen Staat und an den fundamentalen politischen und sozialen Konflikten gescheitert war, wollte Heuss als überparteilicher Repräsentant der Bundesrepublik die junge Demokratie positiv im Bewusstsein seiner Bürger verankern. Sein Ziel war es, die verschiedenen Gesellschaftsgruppen an den noch ungefestigten Staat heranzuführen und mit der Demokratie zu versöhnen. Die Integration stand im Zentrum seines Amtsverständnisses, nicht das Hineintragen von Konflikten in die Gesellschaft. Als eigenes Machtzentrum neben dem Kanzler befürchtete der Bundespräsident, offene Spannungen heraufzubeschwören, die das neue Staatswesen hätten erschüttern können.
Als integrierendes und repräsentierendes Staatsoberhaupt war Heuss aber durchaus nicht einflusslos. Weil er über den tagespolitischen Machtkämpfen stand, besaß er durch seine persönliche Integrität und Glaubwürdigkeit moralische Autorität. Durch seine Reden und symbolischen Gesten rückte er wichtige Themen in den öffentlichen Raum und bot Orientierung. Die Erziehung der Deutschen zur Demokratie in einer zerrissenen Nachkriegsgesellschaft war als Integrationsleistung ein unentbehrlicher und folgenreicher politischer Akt.

### Verhältnis zu Konrad Adenauer
Dieser Integrationskurs führte dazu, dass Heuss Konfrontationen mit dem Bundeskanzler oder anderen Verfassungsorganen möglichst vermeiden wollte. Deshalb scheute er auch eine offene Kraftprobe mit Adenauer, dessen machtbewusstem Durchsetzungswillen und verfassungsrechtlichen Kompetenzen er ohnehin nur wenig entgegenzusetzen hatte. Zu Beginn seiner Amtszeit versuchte Heuss zunächst noch, seine Spielräume zu erweitern. So wollte er beispielsweise gelegentlich den Vorsitz von Kabinettssitzungen übernehmen oder beanspruchte den Oberbefehl über die geplante Armee für sich, scheiterte aber mit diesen Versuchen. Es spielte sich allmählich eine Arbeitsteilung ein, die dem Bundeskanzler die eigentliche Regierungsarbeit zuerkannte, dem Bundespräsidenten hingegen das Feld der Integration und Repräsentation. Trotz ihrer verschiedenen Herkunft und ihres unterschiedlichen Naturells verkehrten sie in der Regel vertrauensvoll miteinander und tauschten sich regelmäßig in Gesprächen und Briefen aus. Zur gegenseitigen Wertschätzung trug auch ihre Übereinstimmung in den großen und wichtigen politischen Fragen bei, so z. B. die Westbindung, die Deutschland- und Europapolitik, die Wiederbewaffnung oder die Versöhnungs- und Wiedergutmachungspolitik gegenüber den Juden und dem Staat Israel.

### Symbolpolitik: Nationalhymne und Orden
Durch sein bürgerliches Auftreten und seine Bildung stellte Theodor Heuss als Staatsoberhaupt den größtmöglichen Kontrast zu seinen Vorgängern Hindenburg und Hitler dar. Weil er in seiner Person Politik, Geist und Volksnähe vereinte, repräsentierte er im In- und Ausland ein neues, nämlich ziviles und demokratisches Deutschland. In seiner Amtsführung setzte er sich deutlich vom brutalen Auftreten des Nationalsozialismus ab. Zu Beginn seiner Amtszeit verhinderte er eine Briefmarke mit seinem Porträt, später lehnte er einen Besuch der Richard-Wagner-Festspiele in Bayreuth ab, um nicht „den Spuren des Herrn Hitler auf dem Festhügel und nach Wahnfried zu folgen“.
Vor allem mit der Schaffung neuer Staatssymbole wollte Heuss unbelastete und geeignete Traditionen für die Bundesrepublik begründen. Zentrale Bedeutung hatte für ihn die Einführung einer Nationalhymne, für die er als Bundespräsident verantwortlich war. Das alte Lied der Deutschen von Hoffmann von Fallersleben, argumentierte Heuss, sei infolge des Missbrauchs durch die Nationalsozialisten für die neue Demokratie nicht mehr tragbar und zeitgemäß. Er beauftragte den Dichter Rudolf Alexander Schröder mit dem Verfassen einer neuen Hymne, die er dann – vertont durch den Komponisten Hermann Reutter – in seiner Silvesteransprache 1950 den Mitbürgern vorstellte. Doch fiel das Urteil in den Medien, der Bevölkerung und parteiübergreifend in der Politik vernichtend aus. Nachdem er auch die Unterstützung von Adenauer und der CDU/CSU verloren hatte, gab Heuss Anfang 1952 auf. Er räumte ein, „den Traditionalismus und sein Beharrungsbedürfnis unterschätzt“ zu haben. Gekränkt verzichtete er auf eine feierliche Proklamation; stattdessen erkannte er das „Deutschlandlied“ lediglich in einem Briefwechsel mit Adenauer an.
Mehr Erfolg hatte Heuss bei der Einführung neuer Orden, welche die Dankbarkeit des demokratischen Staates gegenüber seinen Bürgern zum Ausdruck bringen sollten. So begründete er 1950 das Silberne Lorbeerblatt für besondere sportliche (und zunächst auch musikalische) Leistungen. 1951 stiftete er den Verdienstorden der Bundesrepublik Deutschland mit seinen verschiedenen Stufen. Ein Jahr darauf erneuerte er die Friedensklasse des preußischen Ordens Pour le Mérite für herausragende Wissenschaftler und Künstler und wurde dessen Protektor.

### Kulturpolitik
Mit seinen kultur-, wissenschafts- und bildungspolitischen Initiativen wollte Heuss Wissenschaftler, Künstler und Intellektuelle für den demokratischen Staat gewinnen. So unterstützte er als Ehrenmitglied des Wissenschaftlichen Beirats das Institut für Zeitgeschichte in München, stellte sich 1951 an die Spitze der „Dankspende des Deutschen Volkes“, stieß die Gründung des Deutschen Wissenschaftsrats 1956 an oder begleitete als Vorsitzender des Verwaltungsrates die Arbeit des Germanischen Nationalmuseums in Nürnberg. Heuss, der zeitlebens für die Förderung der politischen Bildung eintrat, regte die am 19. Mai 1958 erfolgte Gründung der Friedrich-Naumann-Stiftung an und mobilisierte dafür einige Freunde und Weggefährten.
Ab den frühen 1950er Jahren beschäftigte sich der sehr gestaltungsaffine Heuss mit dem Thema Industriedesign und verteidigte Begriffe wie deutsche Wertarbeit und Arbeitsfreude gegen die Vereinnahmung durch Regime bzw. Propaganda in der NS-Zeit. Er erkannte als einer der ersten die Bedeutung von Design und Industriedesign für die exportorientierte deutsche Wirtschaft und initiierte eine staatliche Designförderung.

### Auseinandersetzung mit der nationalsozialistischen Vergangenheit
Auch als Bundespräsident plädierte Heuss weiterhin für eine schonungslose Auseinandersetzung mit dem Nationalsozialismus. In einem weitverbreiteten Klima der Entlastung und Verdrängung in Politik und Bevölkerung warnte er vor Selbstgerechtigkeit, Selbstmitleid und allzu schnellem Vergessen. Nachdrücklich wies er bereits im Dezember 1949 in einer Ansprache vor der Gesellschaft für christlich-jüdische Zusammenarbeit in Wiesbaden darauf hin: „Es hat keinen Sinn, um die Dinge herumzureden. Das scheußliche Unrecht, das sich am jüdischen Volk vollzogen hat, muss zur Sprache gebracht werden in dem Sinne: Sind wir, bin ich, bist Du schuld, weil wir in Deutschland lebten, sind wir mitschuldig an diesem teuflischen Verbrechen?“ Heuss lehnte den Vorwurf einer Kollektivschuld ab, führte aber den moralischen Begriff der Kollektivscham ein, der alle Deutschen betreffe. Bei der Einweihung des Mahnmals im ehemaligen KZ Bergen-Belsen machte er deutlich: Die Juden „werden nie, sie können nie vergessen, was ihnen angetan wurde; die Deutschen dürfen nie vergessen, was von Menschen ihrer Volkszugehörigkeit in diesen schamreichen Jahren geschah.“ Das Erinnern an die NS-Verbrechen galt Heuss als Grundlage für die demokratische Erneuerung und für die Aussöhnung mit den Opfern. So lag ihm die Versöhnung und die Wiedergutmachungspolitik gegenüber den Juden und dem Staat Israel am Herzen.
In einer Rede zum zehnten Jahrestag des Attentats auf Hitler am 20. Juli 1944 sprach Heuss die Verschwörer, von denen er einige persönlich kannte, vom Vorwurf des Eidbruchs und Hochverrats frei. Indem er die Grenzsituation betonte, in der sich die Attentäter zwischen ihrem Eid auf Hitler und ihrem persönlichen Gewissen gestellt sahen, rechtfertigte er den Widerstand gegen ein amoralisches und menschenverachtendes Regime. Damit begründete Heuss eine positive Gedenktradition, an die bis heute erinnert wird. Heuss löste mit seinen erinnerungspolitischen Reden nicht nur Zustimmung aus. Ein Teil der Bevölkerung empfand sie als Provokation und protestierte in Briefen an ihn dagegen. Doch auch Heuss selber betrieb in einigen Fällen eine Vergangenheitspolitik, die heute fragwürdig erscheint. So setzte er sich während seiner Amtszeit wiederholt für die Begnadigung von Kriegsverbrechern wie den ehemaligen Staatssekretär im Auswärtigen Amt, Ernst von Weizsäcker, ein. Noch irritierender war seine Verwendung für den ehemaligen Einsatzgruppenleiter Martin Sandberger, der wegen der Ermordung tausender Juden, Kommunisten und Partisanen zunächst zum Tode, dann zu lebenslanger Haft verurteilt worden war.

### Reden
Während seiner beiden Amtszeiten hielt Heuss insgesamt 775 Reden. Es waren vor allem seine Ansprachen, mit denen er auch in die breite Bevölkerung hineinwirkte. Heuss begründete die Rede als Markenzeichen des Bundespräsidenten auch für seine Nachfolger. Er entwarf seine Reden selbst und trug sie, höchstens auf Notizen gestützt, in seinem schwäbischen Honoratiorenbass frei vor. Er konnte sich auf ganz unterschiedliche Zuhörergruppen einlassen und vermittelte den Eindruck, diese jeweils persönlich anzusprechen. Mit seiner umfassenden Bildung verknüpfte er historische mit aktuellen Themen. Seine manchmal weitschweifende Gedankenführung würzte er mit einer Prise Humor und Ironie. Statt abschließender Antworten bot er Stoff zum eigenen Nachdenken. Auch wenn er bei einigen Themen seine Mitbürger mit unbequemen Wahrheiten wachrütteln wollte, setzte er in seinen Reden letztlich auf Versöhnung einer verunsicherten Nachkriegsgesellschaft.

### Auswärtige Staatsbesuche
1955 erlangte die Bundesrepublik durch den Deutschlandvertrag weitgehend ihre Souveränität. Als Bundespräsident konnte Theodor Heuss seitdem mehrere Staatsbesuche im Ausland durchführen. Von zentraler Bedeutung waren dabei seine Gesten der Versöhnung gegenüber den Ländern, die im Zweiten Weltkrieg unter der nationalsozialistischen Gewaltherrschaft und unter dem Bombenterror gelitten hatten. So ehrte er in Griechenland 1956 die Opfer einer brutalen Vergeltungsaktion der deutschen Besatzer. Eineinhalb Jahre später legte er bei seinem Italienbesuch einen Kranz an den Fosse Ardeatine nieder, wo die SS 1944 über 300 italienische Geiseln erschossen hatte. Brisant war auch der Staatsbesuch in Großbritannien, wo die Folgen des Bombenkrieges noch sichtbar waren. Auch wenn Heuss herzlich von der britischen Königin und Regierung empfangen wurde und seine Person und sein Auftreten viel Lob erfuhren, mischte sich darunter doch auch Kritik von britischer Seite, dass der Besuch noch zu früh sei, und Unbehagen in deutschen Medien, ob Heuss die Bundesrepublik noch zeitgemäß vertreten könne.
Letztlich ebneten die Staatsbesuche von Heuss aber auch den Weg zu besseren Beziehungen mit den ehemaligen Kriegsgegnern, weil er die Hypothek des Nationalsozialismus nicht aussparte. Allein durch seinen eigenen Lebensweg und durch seine zivile Persönlichkeit vertrat er ein gewandeltes, friedliches und demokratisches Deutschland, das aus seiner Geschichte gelernt hatte.

### Einfluss auf die Tagespolitik
Die Amtsführung von Heuss erschöpfte sich nicht allein in symbolischen Gesten, Repräsentationsaufgaben und Reden. Er handelte nicht meinungslos, sondern er griff mitunter auch in wichtige Fragen der Tagespolitik ein und verließ damit seine Rolle als überparteiliches Staatsoberhaupt. Er verstand sich als Vertreter einer Politik, die er als richtig und verantwortbar beurteilte. So unterstützte er – zumeist hinter den Kulissen in Gesprächen und Briefen – die Deutschlandpolitik Adenauers und das Ziel der Westintegration. Er war ein Befürworter der Wiederbewaffnung und forderte 1952 ein Gutachten beim Bundesverfassungsgericht über einen deutschen Beitrag zur Europäischen Verteidigungsgemeinschaft an, zog dieses dann aber auf Anraten von Adenauer wieder zurück. Und auch in die innerparteilichen Auseinandersetzungen der FDP ließ er sich hineinziehen und kritisierte das Verhalten einiger nationalistisch geprägter FDP-Landesverbände. Als Heuss die verbalen Ausfälle des Bundesjustizministers, seines Parteifreundes Thomas Dehler, für nicht mehr hinnehmbar hielt, lehnte er 1953 dessen erneute Ernennung ab.

### Elly Heuss-Knapp als „First Lady“
Bei der Ausübung seines anstrengenden Amtes fand Heuss Rückhalt bei seiner Ehefrau Elly Heuss-Knapp. Sie war ihm weiterhin eine wichtige Gesprächspartnerin und Ratgeberin und begleitete ihn als „First Lady“ auf Reisen und Empfängen. Darüber hinaus schaffte sie sich einen eigenen Verantwortungsbereich, als sie 1950 mit Antonie Nopitsch das Deutsche Müttergenesungswerk gründete, einen Dachverband für die zahlreichen Müttererholungsheime der sozialen und karitativen Verbände. Bis heute hat jede Frau (bzw. Lebenspartnerin) des Bundespräsidenten die Schirmherrschaft über das Müttergenesungswerk übernommen. Seit Jahren von Krankheiten geplagt, starb Elly Heuss-Knapp am 19. Juli 1952 an ihrem schweren Herzleiden. Auf Wunsch von Elly Heuss-Knapp übernahm anschließend die fast 70-jährige Hedwig Heuss die Rolle der „First Lady“ für die weitere Amtszeit des Bundespräsidenten. Hedwig Heuss war die Witwe von Ludwig Heuss, dem ältesten Bruder von Theodor Heuss.

### Anerkennung
Während seiner ersten Amtszeit gewann Heuss großes politisches Ansehen und Popularität in der breiten Bevölkerung. Täglich erhielt er mehrere hundert Zuschriften von Bürgern, die ihn und seine Amtsführung schätzten, um Hilfe baten, mit ihm Probleme erörtern wollten, ihm Geschenke machten oder auch heftige Kritik an ihm übten. Auch wenn er für viele dieser Anliegen keine verfassungsrechtlichen Kompetenzen oder finanzielle Mittel hatte, verfasste er oftmals persönlich Antwortschreiben, um auch über diesen Weg als Erzieher zur Demokratie zu wirken. Zahlreiche Ehrungen und Auszeichnungen würdigten ihn (siehe unten). Die sich über drei Tage hinziehenden Feierlichkeiten zu seinem 70. Geburtstag am 31. Januar 1954 bezeugten, welche Anerkennung Politik und Öffentlichkeit dem Bundespräsidenten entgegenbrachten. So war es nicht erstaunlich, dass er bei seiner Wiederwahl am 17. Juli 1954 in der Bundesversammlung parteiübergreifend mit überwältigender Mehrheit in eine zweite Amtszeit gewählt wurde: Im ersten Wahlgang erhielt er 85,6 Prozent aller Stimmen.
Im Volksmund wurde er liebevoll „Papa Heuss“ genannt. Darin zeigte sich eine große Sehnsucht der Nachkriegsgesellschaft nach Normalität und einer gütigen Vaterfigur. Sein bürgerliches und volkstümliches Auftreten mit Hut, Stock, Zigarre, Rotweinglas, sein bedächtiger Humor und sein Hang zu Anekdoten kamen dieser Erwartung entgegen. Darin zeigte sich auch die Kehrseite seiner großen Beliebtheit: die zunehmende Entpolitisierung einer „bis zur Harmlosigkeit harmonisierten Großvater-Gestalt“, so das Urteil des Publizisten und Heuss-Kenners Hermann Rudolph. Heuss lehnte diese Banalisierung seiner Person und damit auch seiner Amtsführung ab, wie er in einem Brief an Bundesinnenminister Gerhard Schröder vom Frühjahr 1959 deutlich machte: „Ich kämpfe seit Jahren gegen dieses Papa-Gerede, das mir unausstehlich ist“.

### Ende der Amtszeit

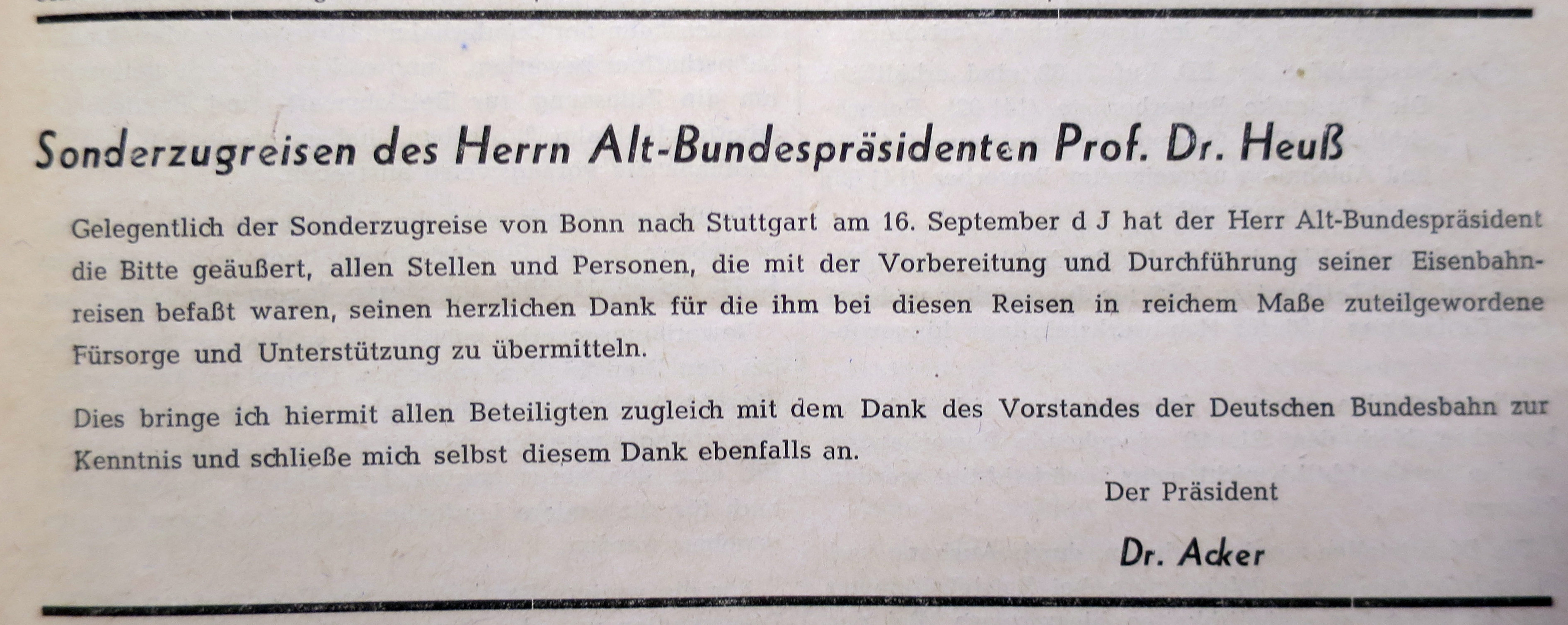
Dankesadresse des aus dem Amt geschiedenen Bundespräsidenten Theodor Heuss an die Mitarbeiter der Deutschen Bundesbahn für ihre Betreuung bei Bahnfahrten während seiner Amtszeit

Am Ende seiner zweiten Amtszeit, als 84 Prozent der Bevölkerung die Amtsführung von Heuss als gut oder ausgezeichnet bewerteten, wurde in Politik und Öffentlichkeit erwogen, das Grundgesetz zu ändern, um dem angesehenen Bundespräsidenten eine weitere Amtszeit zu ermöglichen. Heuss selber schloss diesen Gedanken zunächst nicht ganz aus, lehnte aber eine auf seine Person bezogene Grundgesetzänderung letztlich ab. Stattdessen kündigte Bundeskanzler Konrad Adenauer seine Kandidatur für das höchste Staatsamt an, weil er meinte, der Bundespräsident hätte erheblich mehr Machtbefugnisse, als sie von Heuss wahrgenommen wurden. Damit provozierte er einen heftigen Briefwechsel mit Heuss, der seine Leistung als Bundespräsident abgewertet sah. Am Ende erkannte auch Adenauer, dass er als Bundeskanzler weiterhin erheblich mehr Einfluss auf die Tagespolitik haben würde als im Amt des Bundespräsidenten, und zog seine Kandidatur zurück. Schließlich wählte die Bundesversammlung am 1. Juli 1959 Heinrich Lübke im zweiten Wahlgang mit knapper absoluter Mehrheit zum Nachfolger von Heuss. Am 12. September 1959 endete die Amtszeit von Heuss.

## Letzte Jahre in Stuttgart
Nach seinem Abschied von Bonn zog Heuss im September 1959 in seinen Altersruhesitz im Feuerbacher Weg 46 auf dem Stuttgarter Killesberg ein (heutiges Theodor-Heuss-Haus). Dort wollte er sich vor allem seiner Familie und seinen Freunden, seinen schriftstellerischen Neigungen und dem Verfassen seiner Lebenserinnerungen widmen, die er bis 1933 fortschrieb. Die vielen Anfragen um Vorträge und Schirmherrschaften empfand er zumeist als Störung, auf die er manchmal schroff reagierte. Dennoch wollte er weiterhin öffentlich wirken, hielt Vorträge zu Themen, die ihm wichtig waren, und blieb in den Gremien einiger Kultureinrichtungen, denen er sich weiterhin verbunden fühlte.
Zu aktuellen Ereignissen, die ihn besonders bewegten, meldete er sich auch als Altbundespräsident zu Wort, so zu den „Hakenkreuzschmierereien“ an der Kölner Synagoge Ende 1959 oder zur Diffamierung des sozialdemokratischen Kanzlerkandidaten Willy Brandt, den er gegen den Vorwurf der unehelichen Geburt und Emigration verteidigte. Einige Auslandsreisen führten ihn noch nach Frankreich, Israel und Indien, wo er wie ein Staatsgast empfangen wurde und Gespräche mit hochrangigen Politikern führte. Nachdem sich sein gesundheitlicher Zustand verschlechterte und ihm im Spätsommer 1963 ein Bein amputiert werden musste, starb er in seinem Haus am 12. Dezember 1963 im Alter von 79 Jahren. Der Trauergottesdienst fand im Rahmen eines Staatsbegräbnisses am 17. Dezember 1963 in der Stiftskirche (Stuttgart) statt. Das Doppelgrab von Theodor Heuss und seiner Frau befindet sich auf dem Waldfriedhof Stuttgart.
Zahlreiche Nachrufe wurden auf Heuss verfasst. Der Sozialphilosoph Theodor W. Adorno, prominenter Vertreter der neomarxistischen „Frankfurter Schule“, würdigte ihn mit bemerkenswerten Worten: „Es bestand zwischen ihm und den angeblich anonymen und entfremdeten Massen etwas kaum noch Vorstellbares: Kontakt ohne Demagogie.“ Heuss erinnere die Menschen an die „Idee des Bürgers einer Welt, in der man sich nicht zu fürchten braucht.“ Die Londoner Times schrieb anlässlich des Todes von Theodor Heuss’ Nachfolger Heinrich Lübke:

„Professor Heuss war außergewöhnlich erfolgreich als Bundespräsident und verkörperte bis zur Perfektion das Konzept des gebildeten Ehrenmanns (‚Scholar and Gentleman‘) unter den extrem schwierigen Umständen, in denen sich Deutschland selbst fand, nachdem Hitlers Aggressionskrieg verloren war. Er tat als formelles Staatsoberhaupt, was er konnte, um das Image des Landes als eins der Dichter, Philosophen und Musiker wiederherzustellen.“

## Ehrungen und Auszeichnungen (Auszug)

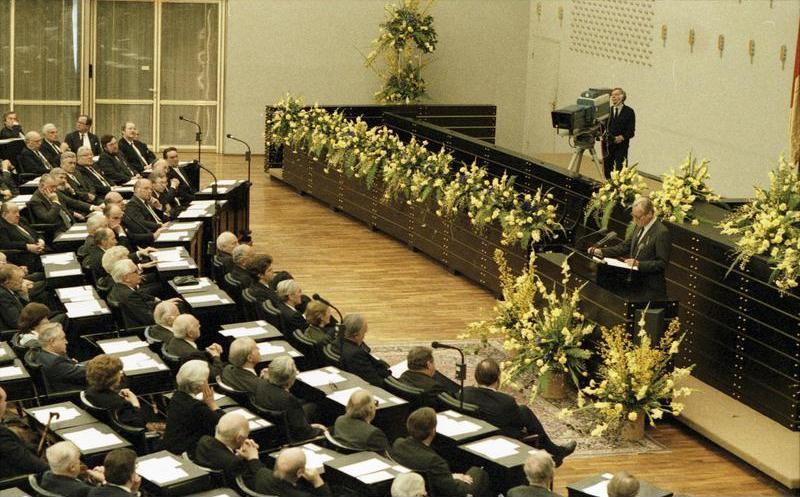
Festakt zum 100. Geburtstag von Heuss im Bundestag am 31. Januar 1984

- 1949: Ehrendoktorwürde der neu gegründeten Freien Universität Berlin
- 1949: Ehrenbürgerschaft der Stadt Berlin
- 1949: Ehrenbürgerschaft der Stadt Brackenheim
- 1951: Ehrendoktorwürde der Evangelisch-Theologischen Fakultät der Eberhard Karls Universität Tübingen
- 1952: Sonderstufe des Großkreuzes des Verdienstordens der Bundesrepublik Deutschland
- 1953: Großkreuz mit Großer Ordenskette des Verdienstordens der Italienischen Republik[106]
- 1954: Ehrenbürgerschaft der Stadt Stuttgart
- 1954: Ehrenbürgerschaft der Stadt Bonn
- 1955: Falkenorden
- 1956: Justus-Möser-Medaille der Stadt Osnabrück
- 1956: Ehrenbürgerschaft der Stadt Olympia in Griechenland
- 1956: Groß-Stern des Ehrenzeichens für Verdienste um die Republik Österreich[107]
- 1957: Orden vom Goldenen Sporn[108]
- 1958: Ehrendoktorwürde der Universität Laval
- 1958: Ehrendoktorwürde des Dartmouth College
- 1959: Friedenspreis des Deutschen Buchhandels
- 1959: Ehrenbürgerschaft der Stadt Frankfurt am Main
- 1959: Ehrenbürgerschaft der Stadt Köln
- 1959: Ehrensenator der Universität Bonn
- 1959: Ehrenmitglied der Heidelberger Akademie der Wissenschaften
- 1959: Harnack-Medaille der Max-Planck-Gesellschaft
- 1960: Ehrenbürgerschaft der Stadt Düsseldorf und Verleihung der Heinrich-Heine-Medaille

## Nachleben

### Stiftungen und andere Organisationen
1964 wurde die nach ihm benannte Theodor-Heuss-Stiftung gegründet. Sie vergibt jährlich den Theodor-Heuss-Preis und die Theodor-Heuss-Medaille für bürgerschaftliche Initiative und Zivilcourage.
Die bundesunmittelbare Stiftung Bundespräsident-Theodor-Heuss-Haus wurde 1994 zur Förderung politischer Bildung und zeitgeschichtlicher Forschung ins Leben gerufen. Sie unterhält das Theodor-Heuss-Haus in Stuttgart.
Das Theodor-Heuss-Kolleg ist ein Förderprogramm der Robert Bosch Stiftung für junge Menschen.
Die 1967 eröffnete Bildungsstätte der von Heuss mitgegründeten Friedrich-Naumann-Stiftung in Gummersbach heißt Theodor-Heuss-Akademie. Sie wurde mit Wissen von Heuss seit 1963 geplant und mit seinem Einverständnis nach ihm benannt. Das 1984 dort angebaute Archiv des Liberalismus verfügt u. a. auch über Briefe und Dokumente von Heuss. Von 1958 bis 1963 gehörte er dem Kuratorium der Friedrich-Naumann-Stiftung an.
Seit 1962 vergibt die New School for Social Research in New York City die Theodor Heuss Professorship an führende deutsche Wissenschaftlerinnen und Wissenschaftler aus den Fächern Soziologie, Geschichte, Volkswirtschaft, Politikwissenschaft, Sozialanthropologie und Psychologie. Inhaber waren u. a. Helmuth Plessner, Jürgen Habermas, Iring Fetscher, Niklas Luhmann, Wilhelm Hennis, Rainer Lepsius, Axel Honneth, Claus Offe, Norbert Frei, Rebekka Habermas und Jens Beckert. Seit 1976 wird zudem die Theodor Heuss Lectureship für jüngere Wissenschaftlerinnen und Wissenschaftler vergeben.

### Museen
Das Theodor-Heuss-Haus als ehemaliger Wohnsitz von Heuss auf dem Stuttgarter Killesberg ist seit 2002 als Erinnerungsort und Museum öffentlich zugänglich. Neben den authentischen Wohnräumen von Heuss informiert eine Dauerausstellung über Leben und Wirken von Theodor Heuss und Elly Heuss-Knapp.
In Heuss’ Geburtsort Brackenheim befindet sich im ehemaligen Obertorhaus das Theodor-Heuss-Museum.

### Benennungen und Weiteres

Theodor-Heuss-Brücke in Düsseldorf

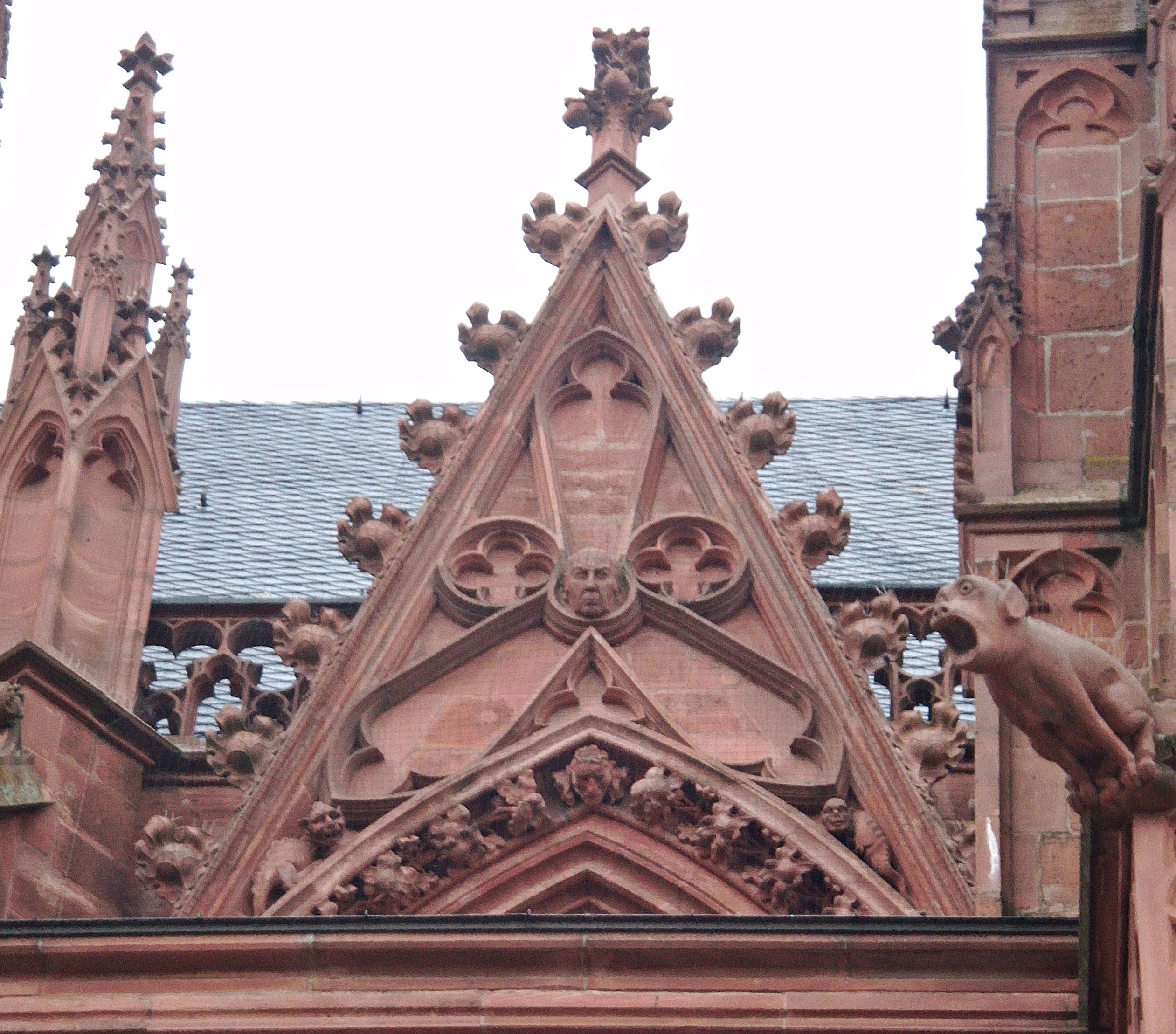
Kopf von Theodor Heuss, auf einem Wimperg der Katharinenkirche Oppenheim

Nach Heuss sind der Seenotrettungskreuzer Theodor Heuss, das erste Fährschiff der Vogelfluglinie, ein VIP-Airbus der Flugbereitschaft des Bundesministeriums der Verteidigung, die Theodor-Heuss-Kaserne der Bundeswehr in Stuttgart sowie zahlreiche Straßen, Plätze und Schulen in ganz Deutschland benannt. Den Namen Theodor-Heuss-Brücke tragen Brücken in Düsseldorf, Essen, Heidelberg, Ingolstadt, zwischen Mainz und Wiesbaden, in Mannheim, Minden und Nürnberg.
Als in den 1950er Jahren die Kopfskulptur eines Obergaden-Wimpergs der gotischen Katharinenkirche in Oppenheim (Südseite) erneuert werden musste, gab man ihr die Gesichtszüge des damaligen Bundespräsidenten Theodor Heuss.
Bis zur Einführung des Euro am 1. Januar 2002 war sein Abbild auf einer Prägeausgabe des Zweimarkstücks zu sehen. Außerdem gab es zwei deutsche Briefmarkenserien: Bundespräsident Theodor Heuss (1954–1957) und Heuss Medaillon (1959). Anlässlich des 125. Geburtstages erschien 2009 eine 145-Eurocent-Briefmarke der Deutschen Post AG mit einem Fotoporträt von Heuss.
Auf der documenta 14 in Kassel im Jahr 2017 wurde eine Kohlezeichnung des Parthenons in Athen aus dem Jahr 1931 von Theodor Heuss in der Neuen Galerie als offizieller künstlerischer Beitrag im Ausstellungsprogramm gezeigt.

## Schriften (Auswahl)
(Quelle: )

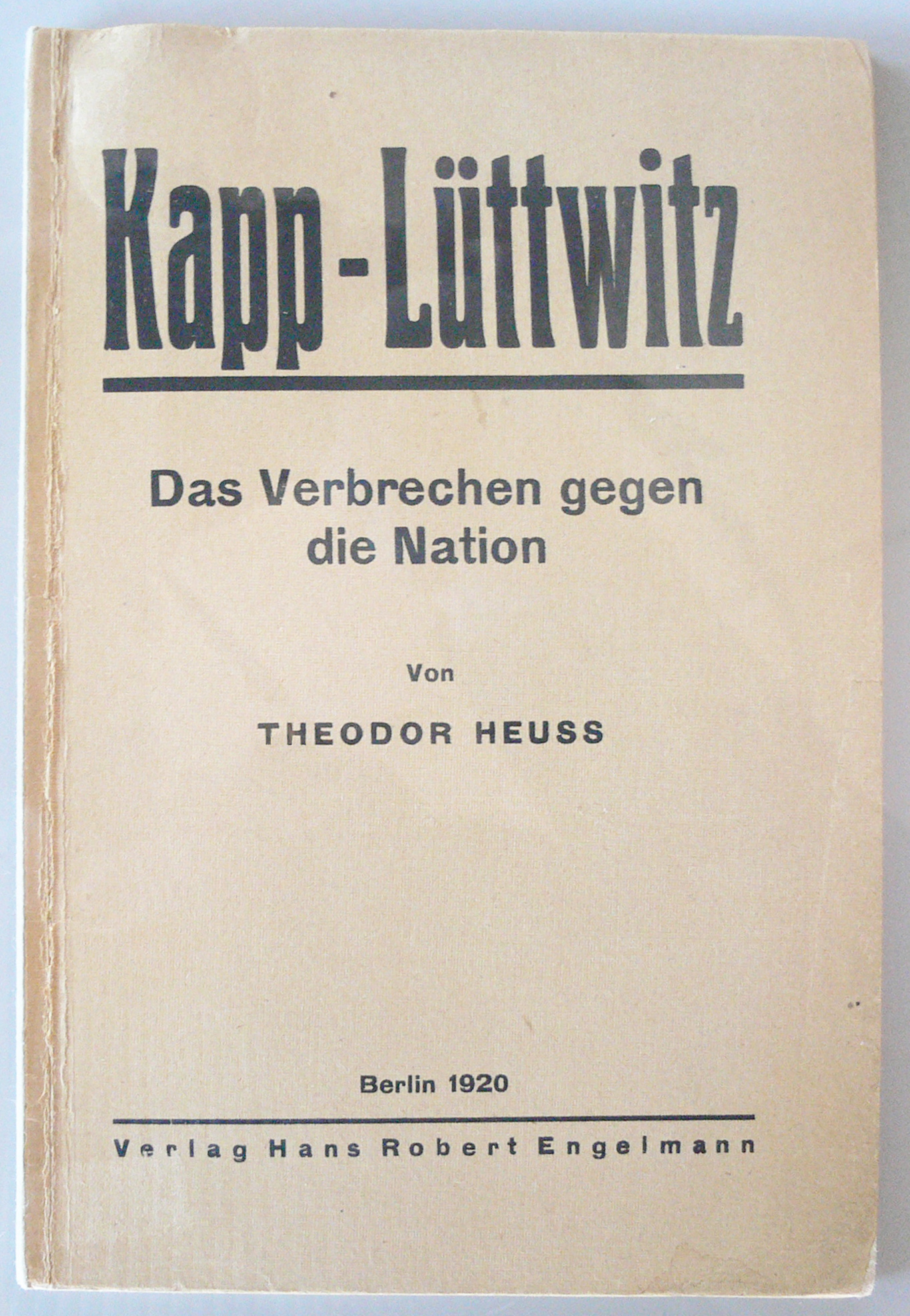
Kapp-Lüttwitz. Das Verbrechen gegen die Nation, 1920

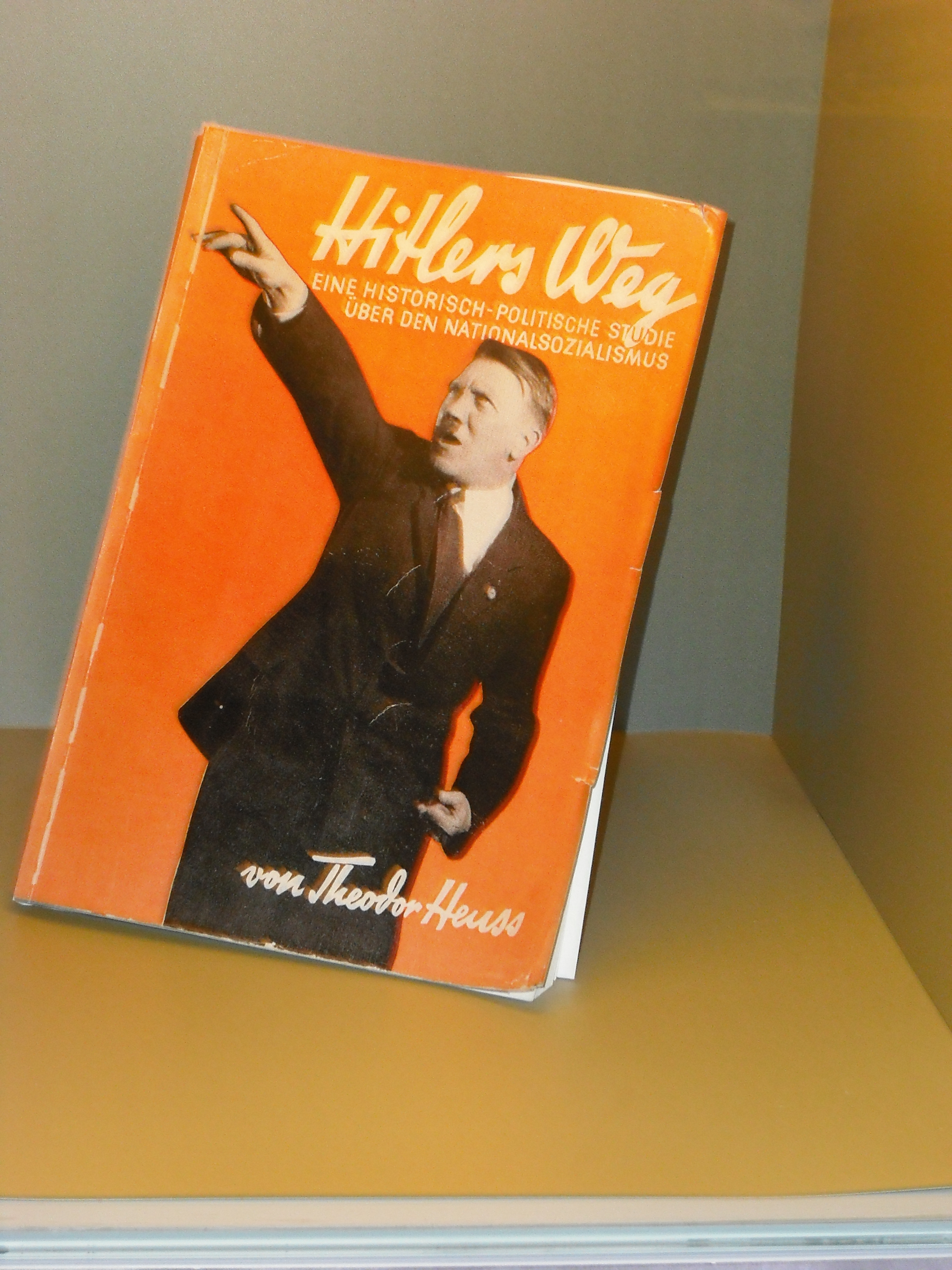
Hitlers Weg, Exponat des Theodor-Heuss-Museums

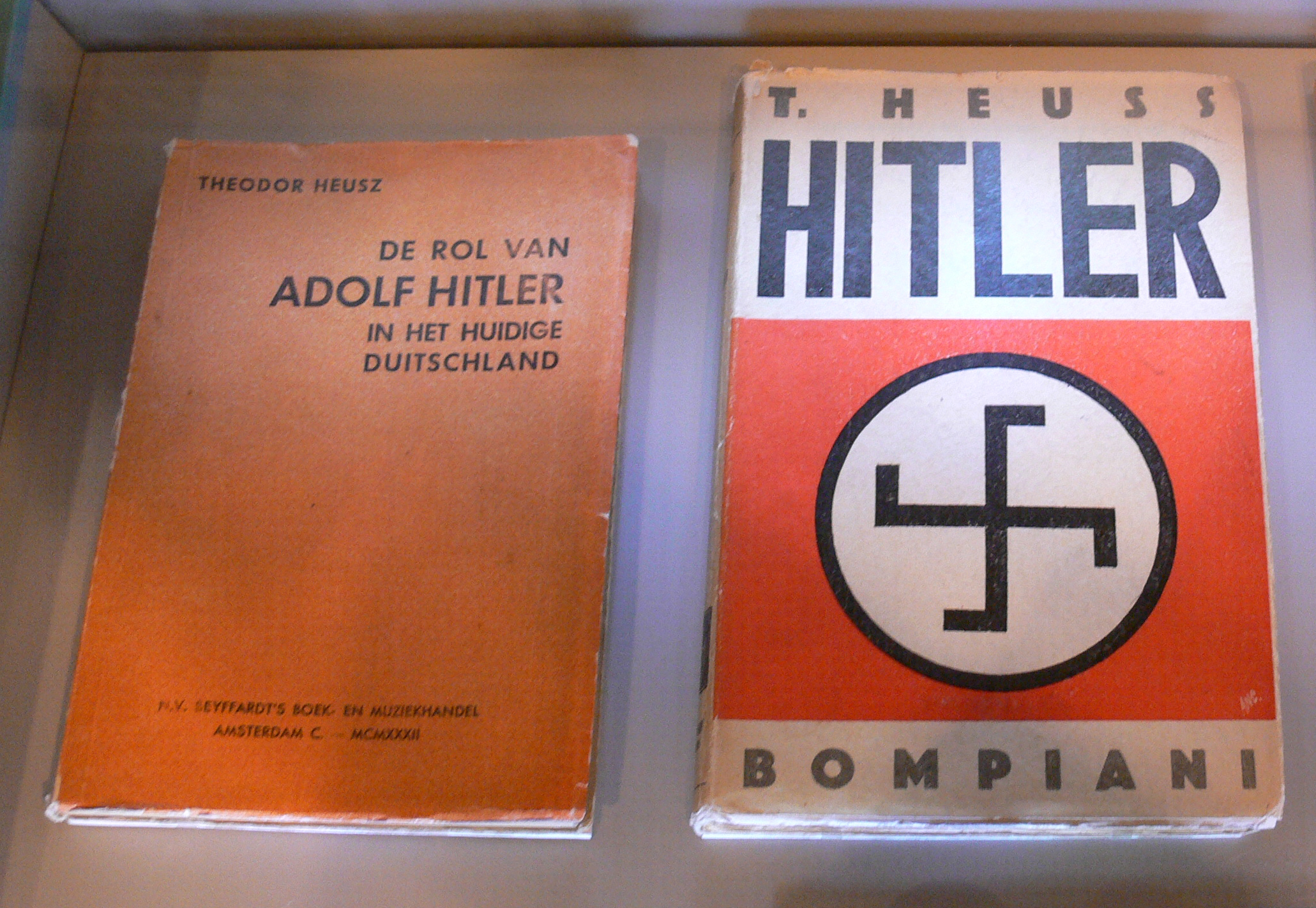
Niederländische und italienische Ausgabe von Theodor Heuss’ Buch Hitlers Weg von 1932

- Weinbau und Weingärtnerstand in Heilbronn am Neckar (zugleich: Dissertation, Universität München, 1905/06); Carlesso, Brackenheim 2005, ISBN 3-00-014657-1.
- Die Bundesstaaten und das Reich. Fortschritt Buchverlag der „Hilfe“, Berlin-Schöneberg 1918.
- (Hrsg.) Friedrich Naumann: Gestalten und Gestalter. Lebensgeschichtliche Bilder. Walter de Gruyter, Berlin/Leipzig 1919.
- Hitlers Weg: Eine historisch-politische Studie über den Nationalsozialismus. Union, Stuttgart 1932 (acht Auflagen 1932, zu Lebzeiten verhinderte Heuss einen Nachdruck).[114] Neuausgabe als Hitlers Weg. Eine Schrift aus dem Jahre 1932. Wunderlich, Tübingen 1968.
- Friedrich Naumann. Der Mann, das Werk, die Zeit. Deutsche Verlagsanstalt, Stuttgart/Berlin 1937; Siebenstern-Taschenbuch-Verlag, München/Hamburg 1968.
- Hans Poelzig: Bauten und Entwürfe. Das Lebensbild eines deutschen Baumeisters. E. Wasmuth, Berlin 1939; Deutsche Verlags-Anstalt, Stuttgart 1985, ISBN 3-421-02835-4.
- Anton Dohrn in Neapel. Atlantis-Verlag, Berlin/Zürich 1940; erweiterte Ausgabe unter dem Titel Anton Dohrn. Wunderlich, Stuttgart/Tübingen 1948.
- Justus von Liebig. Vom Genius der Forschung. Hoffmann und Campe, Hamburg 1942.
- Robert Bosch. Leben und Leistung. Wunderlich, Stuttgart/Tübingen 1946; erweiterte Neuausgabe, Deutsche Verlags-Anstalt, Stuttgart 2002, ISBN 3-421-05630-7.
- Deutsche Gestalten. Studien zum 19. Jahrhundert. Wunderlich, Stuttgart/Tübingen 1947; Goldmann, München 1975, ISBN 3-442-11130-7 (PDF der UB Klagenfurt).
- Schattenbeschwörung. Randfiguren der Geschichte. Wunderlich, Stuttgart/Tübingen 1947; Klöpfer und Meyer, Tübingen 1999, ISBN 3-931402-52-5.
- 1848. Werk und Erbe. Schwab, Stuttgart 1948; Neuausgabe unter dem Titel 1848. Die gescheiterte Revolution. Deutsche Verlags-Anstalt, Stuttgart 1998, ISBN 3-421-05143-7.
- Mut zur Liebe. Deutscher Koordinierungsrat der Christen und Juden, Bad Nauheim 1949 (Rede des Bundespräsidenten anlässlich der Feierstunde der Gesellschaft für christlich-jüdische Zusammenarbeit in Wiesbaden am 7. Dezember 1949).
- Was ist Qualität? Zur Geschichte und zur Aufgabe des Deutschen Werkbundes. Wunderlich, Tübingen/Stuttgart 1951.
- Vorspiele des Lebens. Jugenderinnerungen. Wunderlich, Tübingen 1953.
- mehrere Artikel in der Neuen Deutschen Biographie, ab 1953 (E-Texte).
- Zur Kunst dieser Gegenwart. 3 Essays. Wunderlich, Tübingen 1956.
- Reden an die Jugend. Wunderlich, Tübingen 1956, urn:nbn:de:bvb:355-ubr20148-4.
- Soldatentum in unserer Zeit, Verlag Wunderlich, Tübingen 1959.
- Von Ort zu Ort. Wanderungen mit Stift und Feder. Wunderlich, Tübingen 1959; Deutsche Verlags-Anstalt, Stuttgart 1986, ISBN 3-421-06225-0.
- Staat und Volk im Werden. Reden in und über Israel, mit 4 Farbskizzen des Verfassers. Ner-Tamid-Verlag, München 1960.
- Vor der Bücherwand. Skizzen zu Dichtern und Dichtung. Wunderlich, Tübingen 1961.
- Wanderung durch deutsches Schicksal. Bertelsmann, Gütersloh 1961.
- Erinnerungen 1905–1933. Wunderlich, Tübingen 1963; Fischer Bücherei, Frankfurt a. M./Hamburg 1965, urn:nbn:de:bvb:355-ubr20145-8
- Ernte der Jahre – Eine Auswahl aus seinen Schriften. Wunderlich, Tübingen 1963; Bertelsmann, Gütersloh 1964.
- An und über Juden. Aus Schriften und Reden (1906–1963) zusammengestellt und hrsg. von Hans Lamm. Econ Verlag, Düsseldorf/Wien 1964.
- Berlin und seine Museen. Knorr und Hirth, München/Ahrbeck 1966.
- Schwaben. Farben zu einem Portrait. Wunderlich, Tübingen 1967.
- Die Machtergreifung und das Ermächtigungsgesetz. Zwei nachgelassene Kapitel der Erinnerungen 1905 bis 1933. Hrsg. von Eberhard Pikart. Wunderlich, Tübingen 1967.
- Kapp-Lüttwitz. Das Verbrechen gegen die Nation. Verlag Hans Robert Engelmann, Berlin 1920 [datiert als abgeschlossen am 22. März 1920].

## Archive
- Stiftung Bundespräsident-Theodor-Heuss-Haus
- Bundesarchiv
- Deutsches Literaturarchiv Marbach
- Archiv des Liberalismus der Friedrich-Naumann-Stiftung für die Freiheit in Gummersbach